# Audubon (Texas)
Pour les articles homonymes, voir Audubon.
Audubon est une ville fantôme située dans le Comté de Wise, au Texas, aux États-Unis. Fondée en 1865 par un dénommé D. D. Shirley, la ville fut nommée ainsi d'après le naturaliste Jean-Jacques Audubon. Après être devenu un centre de commerce important dans la région, avec une loge maçonnique active de 1879 à 1886, la ville est contournée par la Fort Worth & Denver Railroad en 1883 ce qui cause son déclin progressif. En 1904, le bureau de poste ferme. Un marqueur historique de l'état du Texas a été érigé sur le site de l'ancienne ville en 1970.